# Szkoła muzyczna I st. w Skierniewicach
Państwowa Szkoła Muzyczna I Stopnia w Skierniewicach im. Fryderyka Chopina – szkoła muzyczna utworzona w Skierniewicach w roku 1985.
Pierwszą siedzibą szkoły był budynek przy ulicy Joachima Lelewela, dawny dom Szpichlera. Obecnie Szkoła Muzyczna znajduje się w przy ul. Prymasowskiej 6 w odrestaurowanym budynku wybudowanym przed II wojną światową. Od 2010 roku jej patronem jest Fryderyk Chopin.
Wraz ze szkołą I stopnia w budynku siedzibę ma również Samorządowa Szkoła Muzyczna II stopnia.
Dyrektorem szkoły jest Sławomir Trochonowicz. Sekcję instrumentów dętych prowadzi Mariusz Sowa, sekcję instrumentów smyczkowych i gitary – Ewa Kubiak a sekcję instrumentów klawiszowych – Małgorzata Zientarska-Szczerba. W szkole pracuje około 40 nauczycieli uczących gry na instrumentach, przedmiotów teoretycznych oraz akompaniatorów.
Państwowa Szkoła Muzyczna prowadzi naukę gry na instrumentach muzycznych w następujących specjalnościach:
skrzypce, fortepian, gitara, saksofon, puzon, akordeon, wiolonczela, perkusja, kontrabas, róg, trąbka, fagot, flet poprzeczny, klarnet. Szkoła prowadzi również zajęcia z rytmiki, teorii muzyki i zespołów kameralnych.
Uczniowie i absolwenci szkoły odnosili wiele sukcesów krajowych jak i zagranicznych. Brali m.in. udział w koncertach w Gerze w Niemczech w ramach wymiany miast partnerskich.

## Znani absolwenci
- Adam Mikołaj Goździewski – fortepian (absolwent 2009)